# Галојешти (Вранча)
Галојешти (рум. Găloiești) насеље је у Румунији у округу Вранча у општини Думитрешти. Oпштина се налази на надморској висини од 443 m.

## Становништво
Према подацима из 2002. године у насељу је живело 636 становника, од којих су сви румунске националности.